# PopJob
PopJob var den första skiva som utkom på skivbolaget Stranded Rekords 1980. Den var en samlingsskiva med grupperna Lustans Lakejer, Kai Martin & Stick, N-Liners, Schnabel och Studio Sex.